# Serious Sam: The First Encounter
Serious Sam: The First Encounter je prvoosebna strelska videoigra hrvaških razvijalcev Croteam, ki je izšla leta 2001 pri založbi Gathering of Developers za Microsoft Windows.
Protagonist Sam »Serious« Stone se v igri bojuje proti notoričnemu vesoljskemu vladarju Mentalu, ki si prizadeva uničiti človeštvo. Sam potuje po različnih krajih v Starem Egiptu in se bojuje s hordami Mentalovih vojščakov. Pri tem uporablja arzenal orožij, kot so puške, minigun, metalec raket in močan prenosen top.
Croteam so na igri delali od sredine 1990. let, sprva je bila mišljena kot demonstracija istoimenskega igralnega pogona, ki so ga razvili, zato je bila cena bistveno nižja od običajne cene primerljivih videoiger svojega časa. Na račun uspeha je enajst mesecev kasneje izšlo nadaljevanje Serious Sam: The Second Encounter in kasneje še več drugih, ki tvorijo serijo Serious Sam. Prva dva dela sta bila nato združena in predelana za konzolo Xbox, nekaj let kasneje pa je izšla še visokoločljivostna (HD) predelava za Windows, Xbox 360, Nintendo Switch, PlayStation 4 in Xbox One.

## Igranje
Igra je izjemno preprosta, njen glavni motiv je boj z velikanskimi hordami fantazijskih sovražnikov, ki v valovih poskušajo pregaziti igralčev lik. Vsaka stopnja je oblikovana kot arena, v kateri mora igralec pobiti določeno število sovražnikov, ki se prikazujejo v valovih od vsepovsod. Igranje je zato hitro in dinamično, vključuje bolj ali manj konstantno streljanje in umikanje sovražnikom ter njihovim strelom. Iskanje kritja ni uporabna taktika. Življenjska energija in oklep se obnavljata samo na najlažji težavnosti, igralec ju običajno obnavlja s pobiranjem zalog, ki so sicer radodarno posejane po stopnjah.
Igra ponuja sodelovalni večigralski način, v katerem si dva igralca delita zaslon ali pa se povežeta prek omrežne povezave.

## Zgodba
V davnih časih je bila Zemlja v konfliktu z zlobnim nezemeljskim bitjem Mentalom, ki si prizadeva podjarmiti vse življenje v vesolju, in Sirijci, tehnološko napredno raso humanoidnih nezemljanov. Ti so bili naposled poraženi, zapustili pa so ostanke svoje napredne tehnike, ki jih ljudje odkrijejo na začetku 21. stoletja in jih uporabijo za raziskovanje drugih galaksij ter vzpostavitev medzvezdnih kolonij. V 22. stoletju se nenadoma spet pojavi Mental in vodi svojo orjaško vojsko od planeta do planeta. Uniči vse kolonije in na koncu doseže Zemljo, kjer se obupani svetovni voditelji odločijo uporabiti starodaven sirijski artefakt, ki lahko pošlje enega človeka v izbrano točko v preteklosti. Izbran je Sam »Serious« Stone, vojak, ki je zaradi svojega poguma postal simbol odpora. V preteklosti naj bi našel način za uničenje Mentala in spremembo toka zgodovine.
Sam se pojavi v Starem Egiptu, v dobi faraonov. Vodi ga umetna inteligenca NETRISCA. Nato potuje med kraji, vključno z Dolino kraljev, in zbira relikvije, ki predstavljajo štiri antične elemente – vodo, zemljo, zrak in ogenj, medtem pa se bojuje s hordami nezemljanov pod Mentalovim poveljstvom. V Ptajevem templju v Memfisu najde peto relikvijo, ikono sončnega božanstva Amon - Raja. NETRISCA mu takrat naroči, naj gre v Tebe. Med dolgo in težavno potjo po puščavi mora odvreči večino streliva.
Prebije se skozi Tebe in doseže Luksor, kjer v osrčju mesta najde ter aktivira komunikacijsko napravo, skrito v obelisku. To prikliče sirijsko zvezdno ladjo iz globin vesolja. Sam odhiti do nekropole v Gizi, da bi prišel do ladje, a ga stisne v kot Mentalov vrhovni general Ugh Zan III. V piramide je vgrajena sirijska tehnika, ki mu pomaga oslabiti velikana, da ga lahko premaga, nato pa se teleportira v ladjo, imenovano »SSS Centerprice«. V njej najde javni telefon, s katerim pusti sporočilo Mentalu, da ima »paket s posebno dostavo« zanj ter usmeri ladjo do Sirija, matičnega planeta Sirijcev. Na koncu neposredno naslovi igralca in mu pove, da je čas za spanje, igra pa nakaže, da se zgodba nadaljuje.

## Izid in odziv
| Agregator  | Ocena       |
| ---------- | ----------- |
| Metacritic | (PC) 87/100 |

| Publikacija | Ocena  |
| ----------- | ------ |
| GameSpot    | 8,9/10 |

Ob izidu so recenzenti pohvalili intenzivno akcijo z najbolj množičnimi bitkami v njeni zvrsti, za kar gre zasluga učinkovitemu igralnemu pogonu, ki je bil sposoben prikazovati ogromno število likov tudi na manj zmogljivih računalnikih tistega časa. Več komentatorjev je opisalo Serious Sam kot »vrnitev h koreninam« zvrsti in poklon pionirjem, kot sta Doom in Quake, saj je igra tudi izjemno preprosta. Kljub težavnosti so jo označili kot zabavno. Na spletišču Metacritic, ki zbira in povpreči mnenja recenzentov, ima različica za osebni računalnik oceno 87 od 100.
Po podatkih založnika je bilo do konca leta samo v ZDA prodanih skoraj 100.000 izvodov. Uredništvo revije GameSpot jo je izbralo za igro leta 2001 v kategoriji za osebne računalnike.